# Heybeliada
Heybeliada (Grieks: Χάλκη, Chalce, Chalki of Halki) is een van de negen Prinseneilanden, gelegen voor de kust van Istanbul, in de Zee van Marmara. Bestuurlijk gezien behoort het eiland tot het Turkse district Adalar in de provincie Istanbul. Değirmen Tepesi is met 136 meter het hoogste punt van het eiland.
Het eiland heeft een aantal Grieks-orthodoxe kloosters. Vlak bij de Çam-haven ligt het klooster Terki-Dünya uit 1868. Andere religieuze bouwwerken op het eiland zijn het Aya-Yorgi-Uçurum-klooster uit 1758 en de Heilige Maagd Mariakerk, die in 1341 werd opgericht door keizer Johannes V. Op de top van de Ümit-Tepe staat een Grieks-orthodox klooster, waarin tot de door de Turkse overheid gedwongen sluiting in 1971 het Seminarium van Chalce, de belangrijkste theologische hogeschool van het oecumenisch patriarchaat van Constantinopel, was gevestigd. Sindsdien oefenen de Europese Unie en de Verenigde Staten druk uit op de Turkse regering om toestemming te geven voor heropening van het seminarie omdat zij het verbod op de opleiding in strijd achten met de godsdienstvrijheid en een discriminatie ten opzichte van religieuze minderheden. Ook Bartholomeos I, de oecumenische patriarch van Constantinopel, heeft in 2013 bij de Turkse autoriteiten opnieuw aangedrongen om het theologisch seminarie van Chalce te heropenen.
Er is geen gemotoriseerd vervoer op het eiland toegestaan, behalve dienstwagens van de politie, brandweer en ambulance. Er is geen luchthaven. De enige manier om op het eiland te komen is per boot.

## Wetenswaardigheid
Dit eiland mag niet verward worden met Chalce in de Dodekanesos bij Rodos.
Burgazada · 
Büyükada ·
Heybeliada · 
Kaşıkadası · 
Kınalıada · 
Sedef Adası · 
Sivriada · 
Tavşanadası · 
Yassıada